# John August
John August, all'anagrafe John Tilton Meise (Boulder, 4 agosto 1970), è uno sceneggiatore, regista e produttore cinematografico statunitense.

## Biografia
Nato e cresciuto a Boulder in Colorado, ha studiato giornalismo alla Drake University di Des Moines nell'Iowa e mentre era là ha partecipato a un programma cinematografico estivo a Stanford e ha deciso di dedicarsi alla sceneggiatura. Ha proseguito gli studi conseguendo un MFA in cinema presso il Peter Stark Producing Program presso la University of Southern California.
Dopo aver diretto un cortometraggio con protagonista Melissa McCarthy, intitolato God, nel 1999 debutta come sceneggiatore per il film di Doug Liman, Go - Una notte da dimenticare.
Negli anni seguenti collabora alle sceneggiature di Titan A.E., Charlie's Angels e Charlie's Angels - Più che mai, ma è noto per aver scritto le sceneggiature dei film di Tim Burton, Big Fish - Le storie di una vita incredibile, La sposa cadavere, La fabbrica di cioccolato.
Nel 2007 debutta alla regia con il suo primo lungometraggio, The Nines, un film indipendente presentato al Sundance Film Festival dello stesso anno.
Nel 2012 collabora nuovamente con Tim Burton scrivendo la storia di Dark Shadows e la sceneggiatura di Frankenweenie.

### Vita privata
August è apertamente gay e vive a Los Angeles assieme al compagno Michael August. I due si sono sposati il 28 giugno 2008 e hanno una figlia.

## Filmografia

### Sceneggiatore
- Go - Una notte da dimenticare (Go), regia di Doug Liman (1999)
- Titan A.E., regia di Don Bluth e Gary Goldman (2000)
- Charlie's Angels, regia di McG (2000)
- D.C. – serie TV (2000) – creatore
- Charlie's Angels - Più che mai (Charlie's Angels: Full Throttle), regia di McG 2003)
- Big Fish - Le storie di una vita incredibile (Big Fish), regia di Tim Burton (2003)
- Alaska – film TV, regia di Kim Manners (2003)
- La fabbrica di cioccolato (Charlie and the Chocolate Factory), regia di Tim Burton (2005)
- La sposa cadavere (Corpse Bride), regia di Tim Burton e Mike Johnson (2005)
- The Nines, regia di John August (2007)
- Frankenweenie, regia di Tim Burton (2012)
- Aladdin, regia di Guy Ritchie (2019)

### Regista
- God (1998) – cortometraggio
- The Nines (2007)

### Produttore
- Go - Una notte da dimenticare (Go), regia di Doug Liman (1999)
- D.C. – serie TV (2000)
- Alaska – film TV, regia di Kim Manners (2003)
- Prince of Persia - Le sabbie del tempo (Prince of Persia: The Sands of Time), regia di Mike Newell (2010)